# Кай Сінат
Кай Карло Сінат III (англ. Kai Carlo Cenat III, [ˈkaɪ sɪˈnæt]; нар. 16 грудня 2001) — американський стример і ютубер, який спеціалізується на веселих прямих трансляціях і відео. Під час субатону в листопаді 2024 року став стримером Twitch з найбільшою кількістю підписок, перевершивши рекорд Ironmouse. Двічі ставав «Стримером року» на Streamer Awards 2023 та 2024 років.

## Молодість й освіта
Народився у батьків з Карибського басейну: його мама з Тринідаду і Тобаго, а батько з Гаїті. Виховувався мамою разом з трьома іншими суродженцями: сестрою-близнючкою Каєю, старшим братом Девонте та молодшим братом Калілом.
Навчався у гарлемській школі. 2019 року здобув середню освіту і вступив до Університету штату Нью-Йорк у Морісвіллі на факультет бізнес-адміністрування. 2020 року кинув навчання через те, що не зміг поєднувати навчання та створення контенту.

## Кар'єра

### 2018—2021: Початок кар'єри
Перше відео завантажив на YouTube 13 січня 2018 року і почав знімати відео про розіграші та виклики. Його відео побачив Fanum з Бронксу і Сінат приєднався до YouTube-групи AMP (Any Means Possible). Почав регулярно зніматися в роликах каналу. У лютому 2021 року перейшов на Twitch, транслюючи ігри та реакційний контент.

### 2022: перша популярність
2022 року почав залучати до своїх стримів відомих гостей, зокрема Боббі Шмерду у квітні, Lil Baby у жовтні та 21 Savage у листопаді, що допомогло йому отримати найвищу кількість глядачів на той час 283 245 глядача одночасно.
8 травня 2022 року випустив дебютний сингл «Bustdown Rollie Avalanche» з NLE Choppa. Зіграв у трейлері до синглу Polo G «Distraction» у червні 2022 року.
У жовтні 2022 року номінований на 12-ту премію Streamy Awards у категоріях «Стример року» та «Проривний стример», переміг у першій у грудні.

### 2023: Субатон і суперечки
31 січня 2023 розпочав місячний субатон. 28 лютого 2023 року став стримером Twitch з найбільшою кількістю підписок, досягнувши 306 621. Рекорд протримався до вересня 2024 року, коли його побив Ironmouse.
Повідомлялося, що у березні 2023 року Сінат заробляв приблизно 23 280 доларів на місяць сліп-стримах, а річний дохід складав 285 480 доларів. За даними Streams Charts, його сліп-стрими зібрали понад 5,6 мільйона годин перегляду, демонструючи значну залученість глядачів. 11 березня 2023 року став «Стримером року» на Streamer Awards 2023.
17 квітня 2023 року стрими Сіната на Twitch тимчасово призупинили з невідомих причин, але зрештою повернувся. У травні 2023 року оголосив стрим наживо «Kai 'N Speed Show» з IShowSpeed ексклюзивно на Rumble.
У вересні 2023 року знявся у музичному відео на сингл Offset «Fan» разом із Fanum. Наступного місяця дебютував як режисер музичного кліпу з американським репером a Boogie wit da Hoodie. 14 грудня 2023 року Нікі Мінаж з'явилася в його стримі, кількість глядачів зросла на 40 000, що призвело до 348 593 одночасних переглядів, побивши його попередній рекорд.

#### Заворушення на Юніон-сквер
4 серпня 2023 року оголосив про роздачу консолей PlayStation 5 і подарункових карток на Юніон-сквер, Мангеттен, разом із стримером з Twitch Fanum. Тисячі підписників з'явилися на імпровізованому заході, який незабаром вийшов з-під контролю й переріс у заворушення. Департамент поліції Нью-Йорка мобілізував сили в цьому районі, коли натвоп увірвався у Best Buy й інші підприємства в цьому районі. Сіната заарештували за підбурювання до масових заворушень; поліція також здійснила ще 65 арештів. Пізніше поліція Нью-Йорка висунула йому звинувачення в масових заворушеннях першого ступеня, підбурюванні до заворушень та незаконному зібранні. У травні 2024 року окружний прокурор Мангеттена Елвін Брегг зняв звинувачення проти Сіната, Дензела Денніса та Муктара Діна в обмін на вибачення та 57 000 доларів компенсації.

### Другий субатон

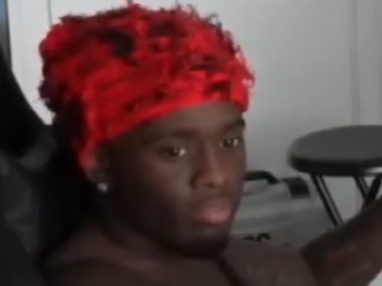
Сінат, 2024 рік

8 лютого 2024 року під час прямої трансляції оголосив, що офіційно співпрацює з Nike: «Хочу оголосити, що ми офіційно є частиною сім'ї Nike». Він став першим стримером, який підписав контракт з компанією. 17 лютого 2024 року отримав нагороди «Стример року» та «Найкращий стример, що просто спілкується» на церемонії нагородження Streamer Awards. Також був номінований як «Найкраща трансляція події». 13 липня 2024 року з'явився та взяв участь у відео MrBeast «50 користувачів YouTube борються за 1 000 000 доларів». У жовтні 2024 року McDonald's оголосив, що об'єднався з Сінат, щоб просувати курячі Біг-Маки у США. 1 листопада розпочав другий місячний субатон, 20 % доходів від якого спрямовані на будівництво школи в Нігерії. На субатоні з'являлися численні гості, як-от Lil Uzi Vert, Міранда Косгроув, Snoop Dogg, Quavo, GloRilla, учасники акторського складу ситкому Disney Channel «Щасти, Чарлі!», Kodak Black, Denzel Curry, Серена Вільямс і Marshmello. 11 листопада став рекордсменом за найбільшу кількість підписників.

## Культурний вплив
Йому приписують популяризацію вірусного мережевого жаргону, як-от «різз», що походить від «charisma» й означає «стиль, чарівність або привабливість»; «Ґятт», від «Goddamn», яка використовується стосовно людини з видатними сідницями. 2023 року Oxford University Press визнало «rizz» словом року, а «gyat» було номіновано на слово року Американського діалектного товариства.

## Нагороди та номінації
| Рік          | Нагорода            | Категорія                                | Робота                                     | Результат    | Прим.  |
| ------------ | ------------------- | ---------------------------------------- | ------------------------------------------ | ------------ | ------ |
| 2022         | 12th Streamy Awards | Стример року                             | Кай Сінат                                  | Перемога     | [ 27 ] |
| 2022         | 12th Streamy Awards | Проривний стример                        | Кай Сінат                                  | Номінація    | [ 27 ] |
| 2023         | The Streamer Awards | Стример року                             | Кай Сінат                                  | Перемога     | [ 55 ] |
| 2023         | The Esports Awards  | Стример року                             | Кай Сінат                                  | Номінація    | [ 56 ] |
| лютий 2024   | The Streamer Awards | Стример року                             | Кай Сінат                                  | Перемога     | [ 47 ] |
| лютий 2024   | The Streamer Awards | Найкращий стример, що просто спілкується | Кай Сінат                                  | Перемога     | [ 47 ] |
| лютий 2024   | The Streamer Awards | Найкраща стримерська подія               | 7 Days In                                  | Номінація    | [ 47 ] |
| 2024         | Kids' Choice Awards | Улюблений геймер                         | Кай Сінат                                  | Перемога     | [ 57 ] |
| грудень 2024 | The Streamer Awards | Найкращий стримерський колаб             | Sleepover Stream з Кевіном Гартом & Druski | В очікуванні | [ 58 ] |
| грудень 2024 | The Streamer Awards | Найкращий стример марафону               | Mafiathon 2                                | В очікуванні | [ 58 ] |
| грудень 2024 | The Streamer Awards | Геймер року                              | Кай Сінат                                  | В очікуванні | [ 58 ] |
| грудень 2024 | The Streamer Awards | Стример року                             | Кай Сінат                                  | В очікуванні | [ 58 ] |

## Дискографія

### Сингли
| Назва                                              | Рік  | Альбом            |
| -------------------------------------------------- | ---- | ----------------- |
| «Bustdown Rollie Avalanche» (за участю NLE Choppa) | 2022 | Сингл без альбому |
| «Dogs» (з IShowSpeed)                              | 2023 | Сингл без альбому |

### Гість
| Назва                              | Рік  | Інші артисти | Альбом                                 |
| ---------------------------------- | ---- | ------------ | -------------------------------------- |
| The End of the Road Begins — Intro | 2023 | Н/Д          | Fast X (офіційний саундтрек до фільму) |

## Фільмографія
| рік  | Назва            | Роль                 | Примітки      |
| ---- | ---------------- | -------------------- | ------------- |
| 2023 | Хороший бургер 2 | Незадоволений клієнт | гостьова роль |

### Музичні відео
| Рік  | Назва           | Виконавець(и)                                               | Роль |
| ---- | --------------- | ----------------------------------------------------------- | ---- |
| 2020 | Shoot           | Adot                                                        | себе |
| 2022 | Distraction     | Polo G                                                      | себе |
| 2022 | Just Wanna Rock | Lil Uzi Vert                                                | себе |
| 2022 | Plenty          | FaZe Kaysan feat. Nardo Wick, G Herbo, Babyface Ray & BIG30 | себе |
| 2023 | Fan             | Offset                                                      | себе |